# (1082) Pirola
(1082) Pirola es un asteroide perteneciente al cinturón de asteroides descubierto por Karl Wilhelm Reinmuth el 28 de octubre de 1927 desde el observatorio de Heidelberg-Königstuhl, Alemania.

## Designación y nombre
Pirola recibió al principio la designación de 1927 UC.
Más adelante se nombró por las pirolas, una planta de la familia de las ericáceas.

## Características orbitales
Pirola orbita a una distancia media del Sol de 3,122 ua, pudiendo acercarse hasta 2,557 ua y alejarse hasta 3,687 ua. Su excentricidad es 0,1811 y la inclinación orbital 1,852°. Emplea 2015 días en completar una órbita alrededor del Sol.
Pirola forma parte de la familia asteroidal de Temis.